# Șkneva, Poliske
Șkneva (în ucraineană Шкнева) este localitatea de reședință a comunei Șkneva din raionul Poliske, regiunea Kiev, Ucraina.

## Demografie
Componența lingvistică a localității Șkneva
     Ucraineană (98,56%)
     Alte limbi (1,44%)
Conform recensământului din 2001, majoritatea populației localității Șkneva era vorbitoare de ucraineană (98,56%), existând în minoritate și vorbitori de alte limbi.